# 龍王峽站

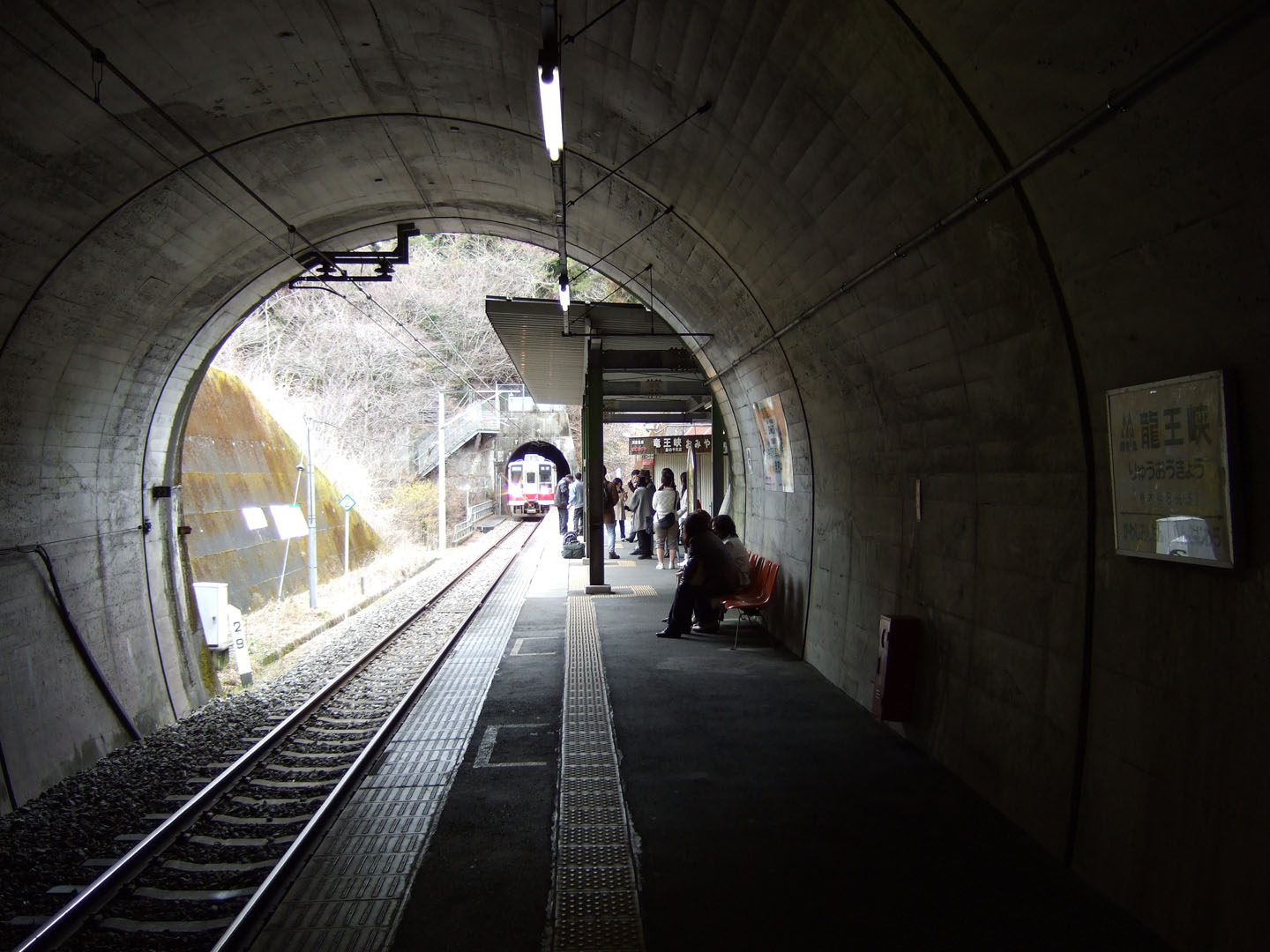
一半月台位於隧道內（2007年3月）

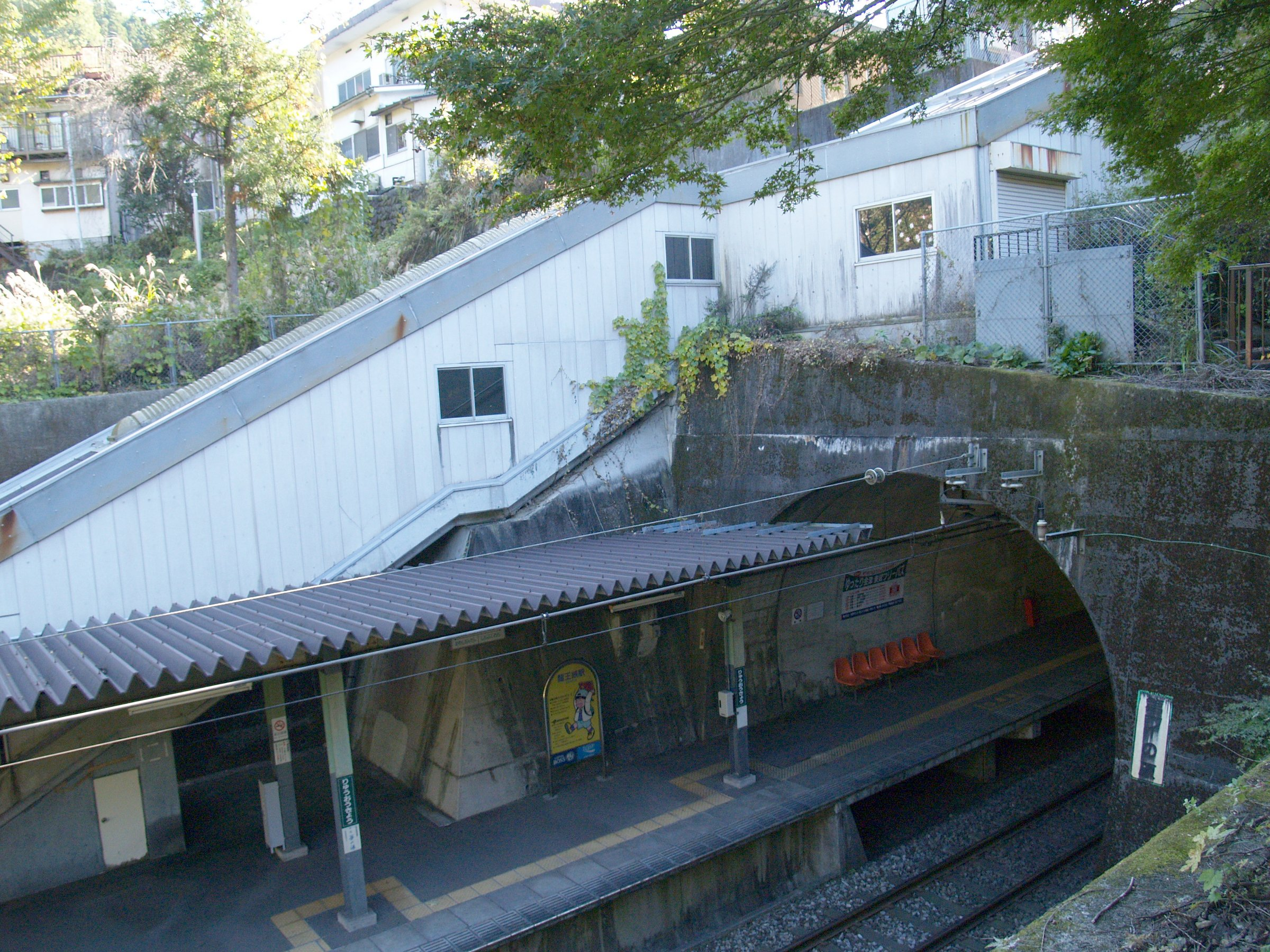
月台（2011年10月）

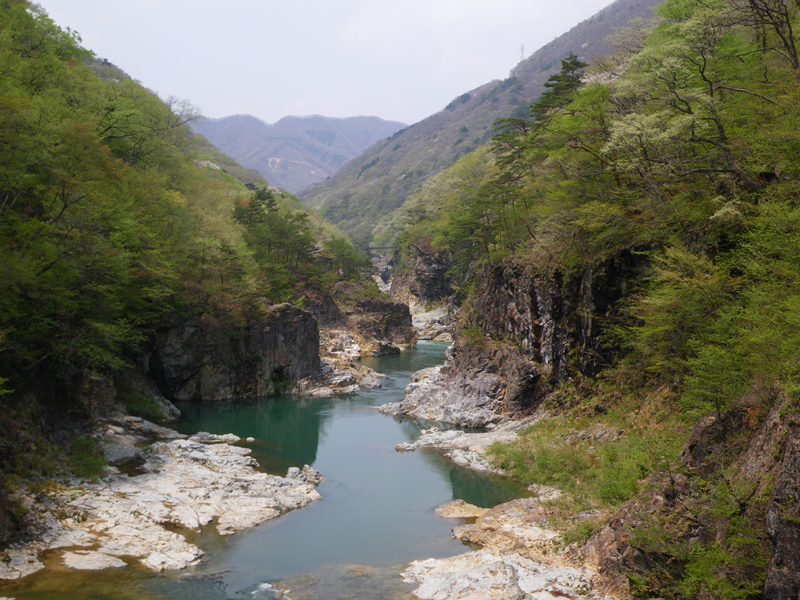
龍王峽

龍王峽站（日语：／ Ryūōkyō eki */?）是位於栃木縣日光市藤原1357號，野岩鐵道的會津鬼怒川線車站。

## 歷史
- 1986年（昭和61年）10月9日 - 車站啟用。

## 車站構造
此站是地面車站，設有1面1線的單式月台，月台部分位於隧道內。
在車站大樓內設有「臨時售票處」，日間設有車站職員當值。

## 利用狀況
在2016年度，1年總乘車人次為24,109人。即是一日平均乘車人次為約66人。
以下為近年乘車人次變化。
| 年度               | 一年總 乘車人次 | 一日平均 乘車人次 |
| ------------------ | --------------- | ----------------- |
| 2008年（平成20年） | 32,192          | 88                |
| 2009年（平成21年） | 26,050          | 71                |
| 2010年（平成22年） | 19,680          | 54                |
| 2011年（平成23年） | 18,013          | 49                |
| 2012年（平成24年） | 21,157          | 58                |
| 2013年（平成25年） | 21,079          | 58                |
| 2014年（平成26年） | 24,532          | 67                |
| 2015年（平成27年） | 19,226          | 53                |
| 2016年（平成28年） | 24,109          | 66                |

## 車站周邊
車站附近設有龍王峽、餐廳和土產店和國道121號

## 巴士路線
| 巴士站     | 系統               | 主要途經                 | 目的地       | 巴士公司     | 備註 |
| ---------- | ------------------ | ------------------------ | ------------ | ------------ | ---- |
| 龍王峽入口 | 鬼怒川溫泉女夫渕線 | 川治溫泉站、川俣溫泉     | 女夫渕       | 日光市營巴士 |      |
| 龍王峽入口 | 湯西川線           | 川治溫泉站、湯西川溫泉站 | 湯西川溫泉   | 日光交通     |      |
| 龍王峽入口 | 鬼怒川溫泉女夫渕線 | 新藤原站、鬼怒川公園站前 | 鬼怒川溫泉站 | 日光市營巴士 |      |
| 龍王峽入口 | 湯西川線           | 藤原、鬼怒川公園站       | 鬼怒川溫泉站 | 日光交通     |      |

## 相鄰車站
野岩鐵道
■會津鬼怒川線
- ■特急「Revaty會津」停車站

□快速「AIZU山特快」、■普通
新藤原－龍王峽－川治溫泉

## 注腳
1. 1 2  栃木県統計年鑑 （页面存档备份，存于）（日語）

## 外部連結
- 野岩鐵道 龍王峽站 （页面存档备份，存于）（日語）